# Godzilla (franczyza)
Godzilla – japońska franczyza tworzona od 1954, na którą składają się produkcje, w których pojawia się gigantyczny potwór kaijū zwany Godzillą. Prawa do niej posiada wytwórnia Tōhō.
Główna seria filmowa Tōhō jest podzielona na mniejsze serie, nazwane od er japońskich (z wyjątkiem Millenium), w czasie których były tworzone: Shōwa (1954–1975), Heisei (1984–1995), Millenium (1999–2004) i Reiwa (2016–2019). Pierwszym filmem był Godzilla z 1954. Choć był on utrzymany w poważnym tonie, seria Shōwa szybko nabrała klimatu kina klasy B. Seria Heisei była bardziej staranna pod względem produkcyjnym. W 2016 Shin Gojira zdobył siedem nagród japońskiej Akademii Filmowej, w tym dla najlepszego filmu. Od 2017 do 2018 Tōhō przy współpracy z Netflixem tworzyło animowaną trylogię.
W 1998 powstał pierwszy amerykański film Godzilla. Nie odniósł on jednak sukcesu komercyjnego i planowane kontynuacje zostały odwołane. W 2014 Legendary Pictures rozpoczęło własną franczyzę o nazwie MonsterVerse, w której występuje również Godzilla.

## Historia
Pierwszy film z serii, noszący tytuł Godzilla, został zrealizowany w pośpiechu. Jego producent Tomoyuki Tanaka w lutym 1954 pracował nad innym filmem, którego akcja toczyła się w Indonezji. W marcu z przyczyn technicznych, a przede wszystkim meteorologicznych, wytwórnia Tōhō nakazała przerwać produkcję i stworzyć inny film jeszcze w tym samym roku.
Wracając samolotem do Japonii, Tanaka przeczytał w gazecie artykuł o incydencie związanym ze statkiem rybackim, tuńczykowcem Daigo Fukuryū Maru. Przepływał on blisko atolu Bikini, gdzie Stany Zjednoczone przeprowadzały testy broni termojądrowej. Eksplozja zwana Castle Bravo, przeprowadzona 1 marca 1954 roku, okazała się silniejsza niż przypuszczano i rybacy, którzy znajdowali się w wyznaczonej strefie, rzekomo bezpiecznej, zostali napromieniowani. To zainspirowało Tanakę do stworzenia filmu o niebezpieczeństwach i skutkach użycia broni nuklearnej. Był to jednak temat uznawany za tabu, co było następstwem cenzury, wprowadzonej po II wojnie światowej przez okupujące Japonię Stany Zjednoczone. Obowiązywała ona od 1945 do 1952. W związku z tym twórcy filmu postanowili posłużyć się metaforą. Broń jądrową symbolizowałby ogromny prawie niezniszczalny potwór, dewastujący wszystko na swojej drodze. Pomysł ten był inspirowany między innymi amerykańskim filmem Bestia z głębokości 20 000 sążni z 1953, w którym dinozaur Rhedosaurus w stanie hibernacji zostaje przebudzony wskutek testów broni jądrowej i atakuje Nowy Jork. Do wyreżyserowania japońskiego filmu został wyznaczony Ishirō Honda, który służył jako żołnierz w czasie II wojny światowej i osobiście widział zniszczenia w Hiroszimie, spowodowane zrzuceniem bomby atomowej. Honda chciał wiernie odwzorować te zniszczenia w filmie.
Między kwietniem a majem 1954 powstały różne projekty postaci. Tomoyuki Tanaka nie chciał, aby potwór przypominał jaszczurkę, ponieważ nie chciał zapożyczać zbyt wiele z filmu Bestia z głębokości 20 000 sążni. Stąd powstał pomysł, aby potwór przypominał połączenie goryla i wieloryba i tak powstała jego nazwa Gojira (jap. ゴジラ Gojira), z połączenia słów goryl (jap. ゴリラ gorira) i wieloryb (jap. 鯨 kujira). Wczesne szkice przedstawiają Gojirę jako stworzenie z głową przypominającą grzyb, co miało nawiązywać do grzyba atomowego. Pracujący przy produkcji specjalista od efektów specjalnych Eiji Tsuburaya proponował, aby stwór był ogromną ośmiornicą, nawiązując przy tym do historii, którą Tsuburaya napisał w odpowiedzi na film o King Kongu. Z powodu braku porozumienia w sprawie wyglądu, Tanaka postanowił, że potwór będzie jednak przypominał dinozaura. Postanowiono przy tym, że będzie pokryty łuską, która wyglądem miała przypominać blizny, które miały ofiary ataku atomowego na Hiroszimę i Nagasaki z sierpnia 1945.
Po tym jak amerykańscy producenci wykupili prawa do dystrybucji filmu Gojira z 1954, z filmu wycięto lub edytowano niektóre sceny oraz dodano nowe. W amerykańskiej wersji, która miała premierę w 1956, potwór nazywał się Godzilla. Jednak brew powszechnemu przekonaniu, imię to nie zostało wymyślone przez amerykańską dystrybucję. Nim Tōhō sprzedało film w Stanach Zjednoczonych, międzynarodowy oddział wytwórni pierwotnie sprzedawał kopie filmu z angielskimi napisami pod tytułem Godzilla, które były krótko pokazywane w kinach dla japońskojęzycznej mniejszości Stanów Zjednoczonych. Tōhō zdecydowało się na „Godzilla” jako angielską transliterację Gojiry.
W amerykańskiej wersji metafora ataku atomowego została usunięta, a sceny strachu i spustoszenia złagodzone. Krytycy uznali Godzillę w tej wersji za pospolity film klasy B. Była to jednak pierwsza wersja filmu, która miała premierę w wielu krajach na całym świecie. Była to też jedyna wersja, do jakiej mieli dostęp amerykańscy krytycy oraz badacze do 2004, kiedy miała miejsce premiera kinowa oryginalnej wersji w Stanach Zjednoczonych. Amerykańska wersja przyczyniła się do spopularyzowania postaci Godzilli na całym świecie, ale też do utrwalenia jej wizerunku jako ikony kina klasy B.

## Filmy

### Serie filmowe Tōhō
Filmy z serii o Godzilli produkowane przez Tōhō dzieli się na poszczególne serie, które zostały nazwane od er japońskich, które panowały wówczas w Japonii przez większość serii.

#### Shōwa

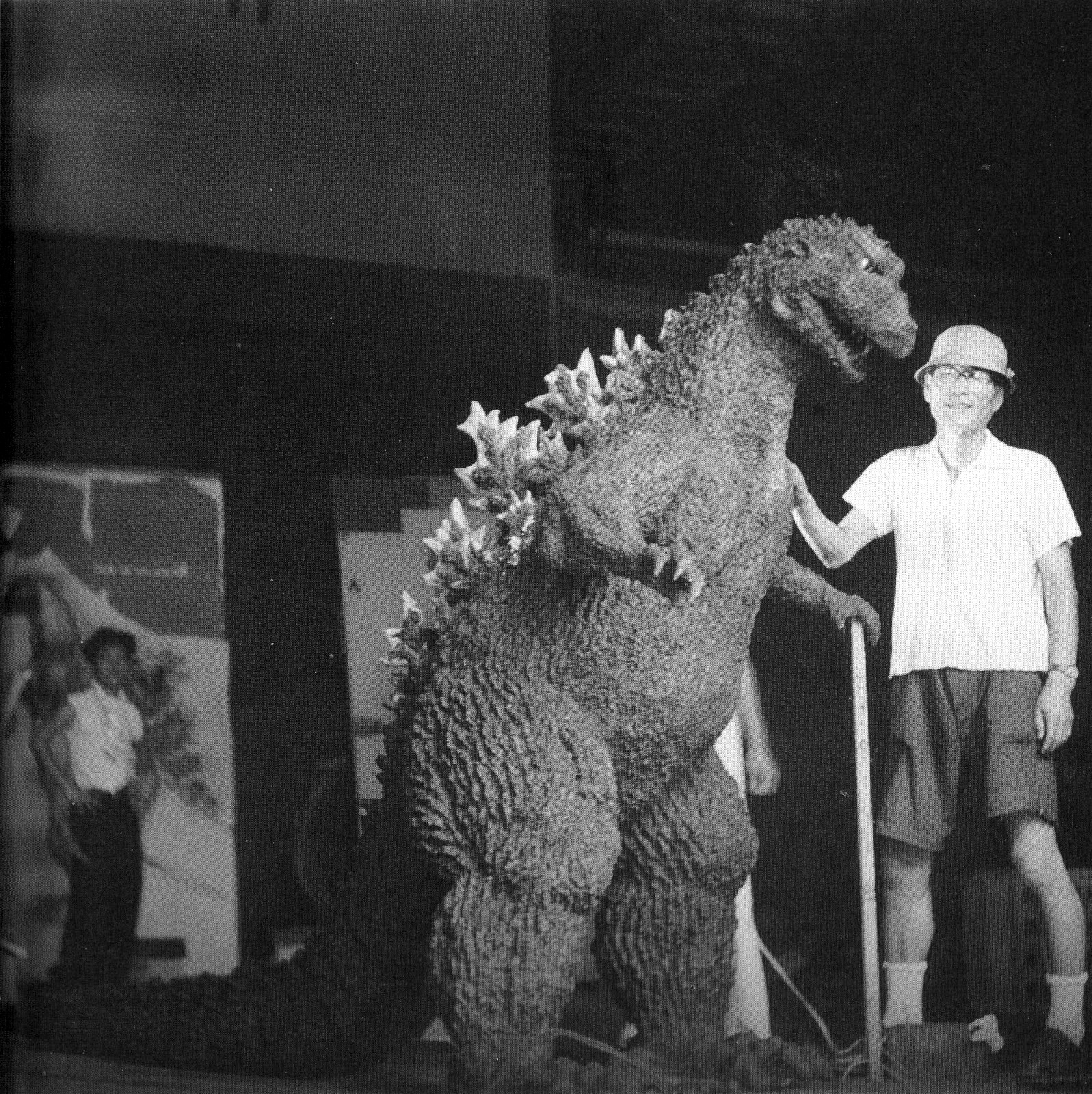
Strój Godzilli z filmu Godzilla (1954)

Pierwszą serią była seria Shōwa, nazwana tak od okresu Shōwa, który wówczas panował w Japonii. W postać Godzilli wcielał się aktor noszący gumowy strój potwora. Najczęściej był to Haruo Nakajima. Nie zostaje wyjaśnione, czy potwory zwane Godzillą są w tych filmach tą samą postacią, czy są to różni przedstawiciele tego samego gatunku. Między niektórymi filmami jest zachowana ciągłość fabularna. Na początku serii Shōwa, Godzilla jest zagrożeniem dla ludzkości i zachowuje się w znacznej mierze jak agresywne zwierzę. Z czasem jednak zaczyna wykazywać się człowieczeństwem i zostaje obrońcą Ziemi, chroniącym planetę przed groźniejszymi potworami, często zsyłanymi przez kosmitów. W tej serii przeważa klimat kina klasy B.
Pierwszym filmem z tej serii był Godzilla z 1954, w którym tytułowa postać została przedstawiona jako siejący spustoszenie gigantyczny potwór podobny do dinozaura. Został on przebudzony wskutek promieniowania radioaktywnego, spowodowanego licznymi testami broni jądrowej na Ziemi. Sam Godzilla również wytwarza promieniowanie radioaktywne, od którego umierają także ludzie, którzy przeżyli bezpośredni atak potwora. Potwór jest metaforą broni jądrowej, a sam film jest utrzymany w poważnym tonie. Ostatecznie Godzillę udaje się zabić dzięki stworzonej w tajemnicy przez jednego naukowca broni zwanej niszczycielem tlenu. W obawie, że ludzkość może chcieć wykorzystać broń w innych celach, jej twórca popełnia samobójstwo. Jeden ze świadków zdarzenia sugeruje, że kolejne testy broni nuklearnej mogą przebudzić kolejne potwory.

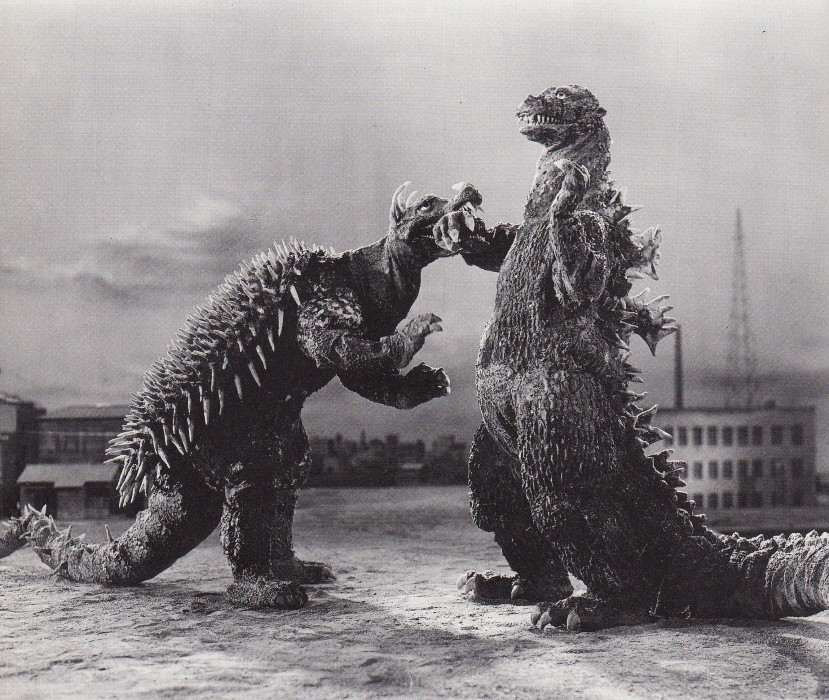
Godzilla (z prawej) walczący przeciwko Anguirusowi w filmie Godzilla kontratakuje (1955)

Film Godzilla kontratakuje (1955) jest powiązany fabularnie z poprzednim filmem. Dochodzi do pojedynku między Godzillą a innym gigantycznym potworem, Anguirusem. Walczą ze sobą w Osace. Godzilla wygrywa pojedynek i zabija przeciwnika. Na koniec zostaje uwięziony przez wojsko pod lawiną lodu i śniegu, aby zamarzł na śmierć. Był to pierwszy film posiadający typową odtąd dla Godzilli fabułę, czyli doprowadzenie do sytuacji, w której Godzilla walczy z innymi ogromnymi potworami. Podobnie jak poprzednia produkcja, ten film również utrzymany był w mrocznym tonie. Na kolejne siedem lat wytwórnia Tōhō wstrzymała się od produkcji nowych filmów z Godzillą, aby eksperymentować z tworzeniem filmów o nowych potworach, takich jak: Rodan, Varan i Mothra.
W 1956 pierwszy film Godzilla miał swoją premierę w Stanach Zjednoczonych. Amerykańska zwana Godzilla: Król potworów wersja różni się od oryginalnej między innymi wycięciem niektórych drastycznych scen i dodaniem muzyki w tle do scen zniszczenia miasta. Nakręcono także nowe sceny z postacią amerykańskiego dziennikarza o imieniu Steve Martin, granego przez Raymonda Burra, który staje się głównym bohaterem filmu i narratorem. Była to pierwsza wersja filmu Godzilla, jaka miała premierę w wielu krajach na całym świecie i jedyna, do jakiej mieli dostęp krytycy oraz badacze do roku 2004, kiedy miała miejsce premiera kinowa oryginalnej wersji w Stanach Zjednoczonych. Amerykańska wersja, zdaniem wielu krytyków, spłyciła przesłanie filmu i utrwaliła wizerunek Godzilli jako bohatera kina klasy B. W związku z tym kolejne produkowane przez Tōhō filmy z tej franczyzy zostały utrzymane w tonie kina klasy B.

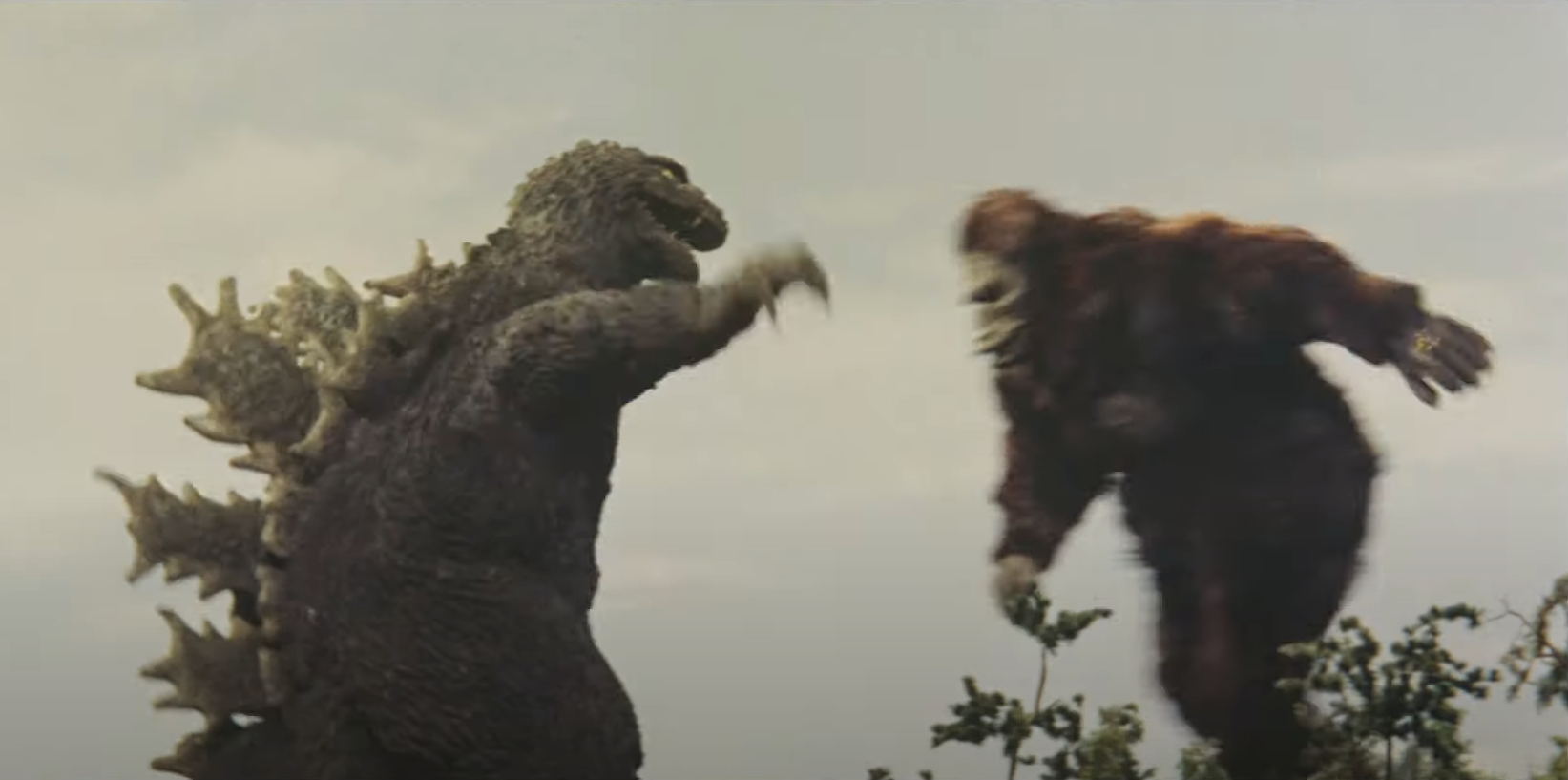
Godzilla (z lewej) walczący przeciwko King Kongowi (z prawej) w filmie King Kong kontra Godzilla (1962)

Film King Kong kontra Godzilla (1962) zrealizowano w mocno satyrycznym tonie. Przeciwnikiem Godzilli był King Kong, do którego Tōhō specjalnie nabyło prawa. Był to pierwszy raz, kiedy oba potwory pojawiły się w kolorze. Po tym jak Amerykanie przypadkiem wybudzają Godzillę spod sterty lodu i śniegu, a Japończycy odnajdują King Konga na Wyspie Czaszki, między potworami dochodzi do pojedynku. Na koniec oba wpadają do oceanu i toną.
W Godzilla kontra Mothra (1964) Godzilla zostaje wyrzucony na brzeg i atakuje Nagoję. Z pomocą miastu przybywa dobry potwór Mothra, przypominający ogromną ćmę. Godzilla zostaje uwięziony w lepkim jedwabiu, wyprodukowanym przez potomstwo Mothry, i wrzucony do oceanu.
W Ghidorah – Trójgłowy potwór (1964) Godzilla walczy z Rodanem. Ich starcie przerywa larwa Mothry, która prosi potwory o pomoc w walce z kosmitami, którzy chcą zaatakować Ziemię. Wspólnymi siłami stwory pokonują zesłanego przez kosmitów Króla Ghidorę. Był to pierwszy film, w którym Godzilla traci swoje destrukcyjne skłonności i zwierzęcą gwałtowność. Jest zdolny do prowadzenia dialogów w nieznanym dla ludzi języku. Od tej pory do końca serii Godzilla był kreowany na strażnika pokoju. Swoimi emocjami i reakcjami zaczął bardziej przypominać człowieka. Był to również pierwszy film z serii, w którym pojawił się powracający wielokrotnie motyw inwazji kosmitów.
W Inwazji potworów (1965) przyjazna rasa kosmitów z planety X zostaje zaatakowana przez Króla Ghidorę. Ziemianie zgadzają się pożyczyć kosmitom Godzillę i Rodana, aby pomogli przegonić najeźdźcę. Po wypełnieniu zadania Godzilla wykonuje zwycięski taniec. Okazuje się, że Ghidora od początku był kontrolowany przez kosmitów, którzy teraz mają okazję, by zrobić pranie mózgu Godzilli i Rodanowi, po czym wysyłają ich na Ziemię, aby siały spustoszenie. Ziemianie znajdują jednak sposób, by uwolnić potwory spod kontroli kosmitów.
W Ebirah – potwór z głębin (1966) Godzilla zostaje przebudzony, aby walczyć z ogromnym homarem Ebirą, strzegącym wyspy, na której przebywają terroryści. Do walki po stronie Godzilli dołącza Mothra.
W Synie Godzilli (1967) Godzilla wychowuje swojego syna Minillę.
Akcja filmu Zniszczyć wszystkie potwory (1968) dzieje się w przyszłości, w roku 1999, na wyspie, gdzie wszystkie potwory żyją ze sobą w pokoju do czasu, gdy przylatują kosmici i przejmują kontrolę nad stworami, aby podbić Ziemię. W końcu jednak potwory uwalniają się i zwracają przeciwko kosmitom.
Akcja filmu Rewanż Godzilli (1969) dzieje się w całości we śnie małego chłopca, który jest fanem Godzilli. Śni mu się spotkanie z synem Godzilli Manillą, który uczy się jak pokonać dręczącego go łobuza.
W filmie Godzilla kontra Hedora (1971) Godzilla staje do walki przeciwko Hedorze, potworze powstałym z odpadów przemysłowych i zanieczyszczenia środowiska. Film ma ekologiczne przesłanie. W filmie po raz pierwszy pojawiają się sceny całkowicie animowane i piosenka.
W Godzilla kontra Gigan (1972) Godzilla podejmuje walkę z kosmitami, którzy zsyłają na Ziemię Gigana i Króla Ghidorę. Nie mogąc jednak pokonać ich samodzielnie, Godzilla wzywa na pomoc Anguirusa. Oba potwory po raz pierwszy porozumiewają się ludzką mową.
W Godzilla kontra Megalon (1973) kosmici wysyłają Megalona i Gigana, by zniszczyli ludzkość. Godzilla przy pomocy skonstruowanego przez naukowców robota Jet Jaguara podejmuje walkę z agresorami.
Film Godzilla kontra Mechagodzilla (1975) zaczyna się, gdy Godzilla niszczy japońskie miasta i zabija Anguirusa. Okazuje się, że nie jest to prawdziwy Godzilla, bo ten przybywa, aby stanąć do walki przeciwko sobowtórowi. Napastnik ujawnia się jako robot Mechagodzilla zesłany przez kosmitów.
W Powrocie Mechagodzilli (1975) kosmici odbudowują Mechagodzillę, by podbić Ziemię. Łączą też siły ze złym naukowcem, który przejmuje kontrolę nad morskim potworem Titanosaurusem. Godzilla pokonuje obu napastników, po czym oddala się w głąb oceanu.
Po filmie Powrót Mechagodzilli z 1975 Tōhō wstrzymała się z produkcją kolejnych filmów z Godzillą z przyczyn ekonomicznych. Produkcje o Godzilli były, jak na standardy pogrążonego w kryzysie rynku, filmami drogimi w produkcji. Ostatni film sprzedał poniżej miliona biletów.

#### Heisei
Seria Heisei również została nazwana od okresu panującego w Japonii w czasie, gdy kręcone były prawie wszystkie filmy z danej serii (era Heisei). Pierwszy film z serii, Powrót Godzilli, wyemitowano w 1984, przy okazji trzydziestej rocznicy pierwszego filmu z serii. Wytwórnia Tōhō postanowiła z tej okazji powrócić do korzeni Godzilli i uczynić z tytułowej postaci agresywne zwierzę i zagrożenie dla ludzkości. Powrót Godzilli był bezpośrednią kontynuacją filmu Godzilla z 1954. Przez całą serię zostaje zachowana ciągłość fabularna. Godzilla jest ukazywany jako czarny charakter. Porzucono motyw kosmitów zsyłających potwory na Ziemię. Porzucono też klimat kina klasy B, nadając filmom z tej serii wyższą wartość produkcyjną. Aktorem najczęściej wcielającym się w Godzillę w tej serii był Kenpachirō Satsuma.
Powrót Godzilli (1984) jest bezpośrednią kontynuacją filmu Godzilla z 1954. Godzilla powraca do Japonii i niszczy wszystko na swojej drodze, a wojsko nie jest w stanie go powstrzymać. Zostaje w końcu pokonany przez zwabienie do wulkanu Mihara i zrzucenie do krateru. Do anglojęzycznej wersji filmu, podobnie jak w Godzilla: Król potworów, dokręcono dodatkowe sceny, w których aktor Raymond Burr ponownie wcielił się w postać dziennikarza Steve’a Martina.
W filmie Godzilla kontra Biollante (1989) Godzilla wydostaje się z wulkanu. Tym razem jednak, poza niszczeniem Japonii, walczy ze zmutowaną rośliną Biollante stworzoną przez naukowców.
W filmie Godzilla kontra Król Ghidorah (1991) ludzie cofają się w czasie i usuwają z wyspy, na której prowadzono testy z bronią jądrową, Godzillasaurusa – dinozaura, który w ich czasoprzestrzeni został zmutowany i stał się Godzillą. Ludzie zastępują dinozaura trzema niegroźnymi stworkami zwanymi Doratami. Plan jednak nie przyniósł oczekiwanego efektu i w przyszłości Doraty zmutowały się w Króla Ghidorę. Wkrótce w wyniku wypadku okrętu podwodnego z napędem jądrowym powstaje nowy Godzilla, który zabija Ghidorę i zaczyna atakować Japonię. Ludzie odnajdują zwłoki Ghidory i tworzą z nich cyborga Macha Króla Ghidorę. Cyborg pokonuje Godzillę, wrzucając go do oceanu.
W Godzilla kontra Mothra (1992) zły potwór Battra walczy z dobrym potworem Mothra. Oba stwory przerywają jednak spór, aby wspólnymi siłami pokonać Godzillę, który zostaje przez nie wrzucony do oceanu. Następnie Mothra wykorzystuje swoją magię, aby uwięzić Godzillę w oceanie na zawsze.
W Godzilla kontra Mechagodzilla II (1993) ludzie odnajdują i zabierają jajo Godzilli, z którego wykluwa się Godzilla Junior. Wściekły Godzilla atakuje miasto, ale ludzie budują do obrony olbrzymiego robota Mechagodzillę, który pokonuje napastnika. Godzilla i Godzilla Junior wycofują się do oceanu.
W Godzilla kontra Kosmogodzilla (1994) na Ziemię przybywa Kosmogodzilla, stworzona z komórek Godzilli, które dostały się do przestrzeni kosmicznej. Kosmogodzilla porywa Godzillę Juniora i buduje swoją fortecę, niszcząc przy tym pobliskie miasta. Zostaje ostatecznie pokonany przez Godzillę, któremu pomógł kolejny zbudowany przez ludzi ogromny robot Moguera.
Ostatni film, Godzilla kontra Destruktor (1995), zaczyna się, gdy Godzilla atakuje Hongkong. Tymczasem okazuje się, że niszczyciel tlenu z filmu Godzilla z 1954 doprowadził do mutacji mikroorganizmów morskich, które teraz zwane są Destruktorami i atakują Tokio. Destruktor pokonuje Godzillę Juniora i udaje się, by zniszczyć jego ojca, ale przerywają mu ludzie, którzy zabijają Destruktora. Godzilla jest niestabilnym organizmem, więc w końcu zaczyna się topić. Ludzie zamrażają go, aby eksplodujący potwór nie zniszczył wszystkich wokół. Energia z ciała Godzilli zostaje pochłonięta przez Godzillę Juniora, który staje się większy i silniejszy.

#### Millenium
Seria Millenium rozpoczęła się w 1999 i trwała do 2004. Jej nazwa pochodzi od trzeciego milenium naszej ery, które zaczynało się w trakcie tej serii. W przeciwieństwie do poprzednich serii, filmy w Millenium zupełnie nie są ze sobą powiązane ciągłością narracyjną. W niektórych filmach powraca wątek najazdu kosmitów, zsyłających na Ziemię potwory. Aktorem najczęściej wcielającym się w Godzillę był wówczas Tsutomu Kitagawa.
W filmie Powrót Godzilli (1999) po raz pierwszy w historii Tōhō pojawiają się sceny z Godzillą całkowicie wygenerowaną komputerowo. Godzilla najpierw wybudza się w głębi oceanu, a potem rusza na miasto Nemuro, niszcząc wszystko na swojej drodze. Na drodze staje mu jednak UFO, które przekształca się w innego gigantycznego potwora, Orgę. Jest tak duży, że próbuje połknąć Godzillę w całości, ale i tak zostaje przez niego pokonany.
W Godzilla kontra Megaguirus (2000) przeciwnikiem Godzilla znów kroczy przez Japonię, niszcząc wszystko na swojej drodze. Tym razem jego przeciwnikiem jest królowa olbrzymich ważek Megaguirus, którą pokonuje w walce. Ludzkość natomiast pokonuje Godzillę przy pomocy stworzonej czarnej dziury.
Film Wielkiej bitwie potworów (2001) jest bezpośrednią kontynuacją filmu Godzilla z 1954, niemającą związku z innymi kontynuacjami. Po kilkudziesięciu latach Godzilla odradza się z duchów ofiar II wojny światowej, szukających zemsty. Potwór znów Japonię, ale tym razem zostaje powstrzymany przez ludzkość, której pomogli trzej legendarni strażnicy: Baragon, Mothra i Król Ghidora.
Film Godzilla kontra Mechagodzilla (2002) jest bezpośrednią kontynuacją filmu Godzilla z 1954, niemającą związku z innymi kontynuacjami. W tamtym filmie Godzilla zginął i spoczął na dnie oceanu. Po kilkudziesięciu latach pojawia się jednak nowy przedstawiciel gatunku, który ponownie stanowi zagrożenie dla Japonii. Rząd do obrony tworzy cyborga Mechagodzillę, powstałego w wyniku obudowania szkieletu Godzilli sprzed dekad w metalową uzbrojoną zbroję. Dochodzi do pojedynku między potworami, który wygrywa Mechagodzilla, jednak jego przeciwnik przeżywa.
Film Godzilla: S.O.S. dla Tokio (2003) jest bezpośrednią kontynuacją filmu Godzilla kontra Mechagodzilla (2002). Godzilla walczy przeciwko Mothrze i Mechagodzilli, którzy stają w obronie Japonii. Potwór zostaje owinięty jadwabem larw Mothry i zrzucony na dno oceanu przez Mechagodzillę.
Ostatnim filmem z serii Millenium jest Godzilla: Ostatnia wojna (2003). Cały świat jest atakowany przez potwory: Anguirus atakuje Szanghaj, King Caesar atakuje Okinawę, Kamacuras atakuje Paryż, Zilla atakuje Sydney, Kumonga atakuje Arizonę, a Rodan atakuje Nowy Jork. Pojawiają się też inne potwory. Ostatnia ocalała jednostka Sił Obrony Ludzkości uwalnia Godzillę z arktycznych lodów. Rozpoczyna się marsz potwora, podczas którego Godzilla pokonuje wszystkie inne potwory, tym samym ratując Ziemię przed ostateczną zagładą. Następnie wraz z synem, Minillą oddala się w głąb oceanu.

#### Reiwa
Seria Reiwa trwa od 2016, ale nazwana została dopiero w 2019, po wyemitowaniu czterech filmów z serii. Nazwa pochodzi od okresu Reiwa, w który weszła Japonia w tym czasie. Na serię składają się niezwiązane ze sobą jeden film aktorski i trylogia anime na platformie Netflix.
W filmie Shin Godzilla (2016) Godzilla ukazywany jest jako potwór morski, który stopniowo przechodzi metamorfozę, przekształcając się w coraz potężniejszego potwora lądowego. Posiada moce, jakich nie miał żaden Godzilla wcześniej i sieje spustoszenie, motywowany chęcią bezpłciowego rozmnożenia się na japońskim lądzie. Ludzkość opracowuje jednak sposób, aby go zamrozić. Film ma przesłanie na temat biurokracji spowalniającej działanie w obliczu zagrożenia i został doceniony przez krytyków, zdobywając siedem nagród japońskiej Akademii Filmowej, w tym dla najlepszego filmu.
Tōhō we współpracy z Netflixem wyprodukowało trylogię anime, na którą składają się Godzilla: Planeta potworów (2017), Godzilla: Miasto na krawędzi bitwy (2018) i Godzilla: Hoshi wo Kū Mono (2018). Były to pierwsze w historii Tōhō filmy o Godzilli całkowicie animowane. W trylogii Godzilla przejmuje planetę Ziemia i zmusza ludzkość do ucieczki w przestrzeń kosmiczną. Ludzie powracają po 20 000 latach i próbują odzyskać dom.

#### Lista filmów
| Lp. | Data premiery          | Tytuł                              | Odtwórca roli Godzilli                                        | Reżyseria                       | Inne potwory w filmie | Przypisy                    | Seria           |
| --- | ---------------------- | ---------------------------------- | ------------------------------------------------------------- | ------------------------------- | --- | --------------------------- | --------------- |
| 1   | 3 listopada 1954(dts)  | Godzilla                           | Haruo Nakajima, Katsumi Tezuka, Ryosaku Takasugi, Jiro Suzuki | Ishirō Honda                    | – | [ 14 ] [ 15 ]               | Shōwa           |
| 2   | 24 kwietnia 1955(dts)  | Godzilla kontratakuje              | Haruo Nakajima                                                | Motoyoshi Oda                   | Anguirus | [ 16 ] [ 17 ]               | Shōwa           |
| 3   | 11 sierpnia 1962(dts)  | King Kong kontra Godzilla          | Haruo Nakajima, Katsumi Tezuka                                | Ishirō Honda                    | King Kong, Ōdako | [ 18 ] [ 19 ] [ 20 ] [ 21 ] | Shōwa           |
| 4   | 29 kwietnia 1964(dts)  | Mothra kontra Godzilla             | Haruo Nakajima, Katsumi Tezuka                                | Ishirō Honda                    | Mothra | [ 22 ] [ 20 ] [ 23 ]        | Shōwa           |
| 5   | 20 grudnia 1964(dts)   | Ghidorah – Trójgłowy potwór        | Haruo Nakajima, Katsumi Tezuka                                | Ishirō Honda                    | Król Ghidora, Mothra, Rodan | [ 24 ] [ 20 ] [ 25 ]        | Shōwa           |
| 6   | 19 grudnia 1965(dts)   | Inwazja potworów                   | Haruo Nakajima                                                | Ishirō Honda                    | Król Ghidora, Rodan | [ 26 ] [ 25 ]               | Shōwa           |
| 7   | 17 grudnia 1966(dts)   | Ebirah – potwór z głębin           | Haruo Nakajima                                                | Jun Fukuda                      | Ebirah, Mothra, Ōkondoru | [ 27 ] [ 28 ]               | Shōwa           |
| 8   | 16 grudnia 1967(dts)   | Syn Godzilli                       | Hiroshi Sekita, Seiji Ōnaka, Haruo Nakajima                   | Jun Fukuda                      | Kamacuras, Kumonga, Minya | [ 29 ] [ 30 ]               | Shōwa           |
| 9   | 1 sierpnia 1968(dts)   | Zniszczyć wszystkie potwory        | Haruo Nakajima                                                | Ishirō Honda                    | Anguirus, Baragon, Król Ghidora, Gorozaur, Kumonga, Manda, Minya, Mothra, Rodan, Varan                                           | [ 31 ] [ 25 ] [ 32 ]        | Shōwa           |
| 10  | 20 grudnia 1969(dts)   | Rewanż Godzilli                    | Haruo Nakajima                                                | Ishirō Honda                    | Gabara, Minya | [ 33 ] [ 25 ] [ 34 ]        | Shōwa           |
| 11  | 24 lipca 1971(dts)     | Godzilla kontra Hedora             | Haruo Nakajima                                                | Yoshimitsu Banno                | Hedora | [ 35 ] [ 36 ]               | Shōwa           |
| 12  | 12 marca 1972(dts)     | Godzilla kontra Gigan              | Haruo Nakajima                                                | Jun Fukuda                      | Anguirus, Król Ghidora, Gigan | [ 37 ] [ 38 ]               | Shōwa           |
| 13  | 17 marca 1973(dts)     | Godzilla kontra Megalon            | Shinji Takagi                                                 | Jun Fukuda                      | Anguirus, Gigan, Jet Jaguar, Megalon                                                                                             | [ 39 ] [ 40 ]               | Shōwa           |
| 14  | 21 marca 1974(dts)     | Godzilla kontra Mechagodzilla      | Isao Zushi                                                    | Jun Fukuda                      | Anguirus, King Caesar, Mechagodzilla                                                                                             | [ 41 ] [ 42 ]               | Shōwa           |
| 15  | 15 marca 1975(dts)     | Powrót Mechagodzilli               | Tōru Kawai                                                    | Ishirō Honda                    | Mechagodzilla, Tytanozaur | [ 43 ] [ 25 ]               | Shōwa           |
| 16  | 15 grudnia 1984(dts)   | Powrót Godzilli                    | Kenpachirō Satsuma                                            | Kōji Hashimoto                  | Shockirus | [ 44 ] [ 45 ] [ 46 ]        | Seria Heisei    |
| 17  | 16 grudnia 1989(dts)   | Godzilla kontra Biollante          | Kenpachirō Satsuma                                            | Kazuki Ōmori                    | Biollante | [ 47 ] [ 48 ]               | Seria Heisei    |
| 18  | 14 grudnia 1991(dts)   | Godzilla kontra Król Ghidorah      | Wataru Fukuda (Godzillazaur), Kenpachirō Satsuma              | Kazuki Ōmori                    | Doraty, Król Ghidora / Mecha Król Ghidora, Godzillazaur                                                                          | [ 49 ] [ 50 ]               | Seria Heisei    |
| 19  | 12 grudnia 1992(dts)   | Godzilla kontra Mothra             | Kenpachirō Satsuma                                            | Takao Okawara                   | Battra, Mothra | [ 51 ] [ 52 ]               | Seria Heisei    |
| 20  | 11 grudnia 1993(dts)   | Godzilla kontra Mechagodzilla II   | Kenpachirō Satsuma                                            | Ishirō Honda, Takao Okawara     | Godzilla Junior, Mechagodzilla, Rodan                                                                                            | [ 53 ] [ 54 ]               | Seria Heisei    |
| 21  | 10 grudnia 1994(dts)   | Godzilla kontra Kosmogodzilla      | Kenpachirō Satsuma                                            | Kensho Yamashita                | Godzilla Junior, Kosmogodzilla, Moguera, Mothra                                                                                  | [ 55 ] [ 56 ] [ 57 ]        | Seria Heisei    |
| 22  | 9 grudnia 1995(dts)    | Godzilla kontra Destruktor         | Kenpachirō Satsuma                                            | Takao Okawara                   | Destruktor, Godzilla Junior | [ 58 ] [ 59 ]               | Seria Heisei    |
| 23  | 11 grudnia 1999(dts)   | Powrót Godzilli                    | Tsutomu Kitagawa                                              | Takao Okawara                   | Millennian / Orga | [ 60 ] [ 61 ]               | Seria Millenium |
| 24  | 3 listopada 2000(dts)  | Godzilla kontra Megaguirus         | Tsutomu Kitagawa                                              | Masaaki Tezuka                  | Megaguirus, Meganula, Meganulon                                                                                                  | [ 62 ] [ 63 ] [ 64 ]        | Seria Millenium |
| 25  | 3 listopada 2001(dts)  | Wielka bitwa potworów              | Mizuho Yoshida                                                | Shusuke Kaneko                  | Baragon, Król Ghidora, Mothra | [ 65 ] [ 66 ] [ 67 ]        | Seria Millenium |
| 26  | 14 grudnia 2002(dts)   | Godzilla kontra Mechagodzilla      | Tsutomu Kitagawa                                              | Masaaki Tezuka                  | Mechagodzilla | [ 68 ] [ 69 ]               | Seria Millenium |
| 27  | 13 grudnia 2003(dts)   | Godzilla: S.O.S. dla Tokio         | Tsutomu Kitagawa                                              | Masaaki Tezuka                  | Kamoebas, Mechagodzilla, Mothra                                                                                                  | [ 70 ] [ 71 ] [ 72 ]        | Seria Millenium |
| 28  | 29 listopada 2004(dts) | Godzilla: Ostatnia wojna           | Tsutomu Kitagawa                                              | Ryūhei Kitamura                 | Anguirus, King Caesar, Ebirah, Gigan, Hedora, Kamacuras, Kumonga, Minya, Monster X / Keizer Ghidora, Mothra, Manda, Rodan, Zilla | [ 73 ] [ 74 ]               | Seria Millenium |
| 29  | 25 lipca 2016(dts)     | Shin Godzilla                      | Mansai Nomura                                                 | Hideaki Anno, Shinji Higuchi    | – | [ 75 ] [ 76 ] [ 77 ]        | Seria Reiwa     |
| 30  | 17 listopada 2017(dts) | Godzilla: Planeta potworów         | –                                                             | Hiroyuki Seshita, Kobun Shizuno | Anguirus, Dagahra, Dogora, Hedora, Kamacuras, Mechagodzilla, Orga, Rodan, Servum                                                 | [ 78 ] [ 79 ]               | Seria Reiwa     |
| 31  | 18 maja 2018(dts)      | Godzilla: Miasto na krawędzi bitwy | –                                                             | Hiroyuki Seshita, Kobun Shizuno | Mechagodzilla, Servum, Vulture                                                                                                   | [ 78 ] [ 80 ]               | Seria Reiwa     |
| 32  | 9 listopada 2018(dts)  | Godzilla: Hoshi wo Kū Mono         | –                                                             | Hiroyuki Seshita, Kobun Shizuno | Król Ghidora, Mothra, Servum | [ 78 ] [ 81 ]               | Seria Reiwa     |
| 33  | 3 listopada 2023       | Godzilla Minus One                 | –                                                             | Takashi Yamazaki                | – | [ 82 ]                      | Seria Reiwa     |

### Amerykańskie filmy
Pierwszym amerykańskim filmem o Godzilli był Godzilla z 1998. Filmowi towarzyszyła wielka kampania reklamowa. Powstały slogany reklamowe takie jak Wielkość ma znaczenie i hasło Jego stopa jest większa od tego autobusu umieszczane na autobusach. W kampanię włączyły się też przedsiębiorstwa fastfoodowe Taco Bell, Pizza Hut i KFC. Godzilla był też promowany w teledysku Puff Daddy’ego do utworu Come With Me. Godzilla jest w tym filmie zmutowaną iguaną. Kilkukrotnie niszczy Nowy Jork, po czym powraca do oceanu niezauważony przez ścigające go wojsko. W końcu zostaje pokonany konwencjonalną bronią wojskową. Zdążył jednak złożyć jaja, z których wykluwa się jego potomstwo. Film został negatywnie oceniony przez krytyków i publiczność. Na serwisie Rotten Tomatoes obie grupy oceniły go na poniżej 30%. Filmowi zarzucano między innymi zbyt wiele odstępstw od oryginalnego konceptu Godzilii i próby kopiowania Parku Jurajskiego z 1993. Planowane kontynuacje zostały odwołane. Zamiast nich powstał serial animowany Godzilla, będący bezpośrednią kontynuacją filmu. Do filmu nawiązał japoński Godzilla: Ostatnia wojna z 2004. Zostało w nim wyjaśnione, że potwór, który zaatakował Nowy Jork nie był prawdziwym Godzillą, tylko pomylonym z nim słabszym potworem Zillą. W tym samym filmie Godzilla łatwo zabija Zillę.
8 maja 2014 powstał film Godzilla produkcji Legendary Pictures i dystrybuowany przez Warner Bros. Jego akcja, podobnie jak filmu z 1998, miała miejsce w Stanach Zjednoczonych. Drugi amerykański film o Godzilli, odniósł sukces kasowy i został dobrze przyjęty przez krytyków. W tej wersji Godzilla od samego początku jest obrońcą Ziemi, choć ludzkość nie zdaje sobie z tego sprawy od razu. Jego przeciwnikami jest para gigantycznych potworów MUTO, które chcą się rozmnożyć kosztem mieszkańców miasta.
20 czerwca 2016 Legendary Pictures zarejestrowało wniosek o zastrzeżenie nazwy MonsterVerse. Była to nazwa przygotowywanego przez firmę uniwersum, które miało być tworzone przez film Godzillę z 2014 i kolejnych filmów Legendary Pictures o Godzilli i innych potworach.
W 2019 powstał film Godzilla II: Król potworów, w którym Godzilla walczy przeciwko wielu innym potworom. Kolejnym z serii był Godzilla vs. Kong, w którym Godzilla stanął do walki przeciwko Kongowi, który wystąpił wcześniej w filmie Kong: Wyspa Czaszki, również należącym do franczyzy MonsterVerse.

| Lp. | Data premiery      | Tytuł                          | Reżyseria         | Inne potwory w filmie                                                         | Przypisy       |
| --- | ------------------ | ------------------------------ | ----------------- | ----------------------------------------------------------------------------- | -------------- |
| 1   | 18 maja 1998(dts)  | Godzilla                       | Roland Emmerich   | Młode Godzilli                                                                | [ 91 ] [ 92 ]  |
| 2   | 8 maja 2014(dts)   | Godzilla                       | Gareth Edwards    | MUTO                                                                          | [ 93 ] [ 94 ]  |
| 3   | 29 maja 2019(dts)  | Godzilla II: Król potworów     | Michael Dougherty | Behemot, Król Ghidora, King Kong, Methuselah, Mothra, MUTO, Rodan, Scylla     | [ 95 ] [ 96 ]  |
| 4   | 13 marca 2020(dts) | Godzilla vs. Kong              | Adam Wingard      | King Kong, Mechagodzilla, Warbat, Skullcrawler, Hellhawk, Rock critters, Doug | [ 97 ] [ 98 ]  |
| 5   | 12 kwietnia 2024   | Godzilla i Kong: Nowe imperium | Adam Wingard      | King Kong, Skar King, Shimo, Suko, Doug                                       | [ 99 ] [ 100 ] |

## Seriale animowane
Tōhō przy współpracy z Hanna-Barbera wyprodukowało serial animowany Godzilla, nadawany od 1978 do 1980. W tej wersji ryki Godzilli to nagrany głos amerykańskiego aktora Teda Cassidy’ego.
Po porażce komercyjnej amerykańskiego filmu Godzilla z 1998, na jego podstawie powstał serial animowany Godzilla, nadawany od 1998 do 2001 i wyprodukowany przez Columbia TriStar Television Group.

## Gry komputerowe
| Tytuł                                | Data premiery            | Platformy      | Producent                     | Wydawca                    | Przypisy |
| ------------------------------------ | ------------------------ | -------------- | ----------------------------- | -------------------------- | -------- |
| Godzilla                             | 1985                     | GB, MSX        | Compile                       | Tōhō                       | [ 103 ]  |
| Godzilla: Monster of Monsters        | 9 grudnia 1988(dts)      | NES            | Compile                       | Tōhō                       | [ 104 ]  |
| Godzilla 2: War of the Monsters      | 1991                     | NES            | Tōhō                          | Tōhō                       | [ 105 ]  |
| Super Godzilla                       | 22 grudnia 1993(dts)     | SNES           | Advance Communication Company | Tōhō                       | [ 106 ]  |
| Godzilla: Kaijū no Daishingeki       | 8 grudnia 1995(dts)      | Sega Game Gear | SIMS Co., Ltd.                | SEGA Enterprises Ltd.      | [ 107 ]  |
| Godzilla: Destroy All Monsters Melee | 7 października 2002(dts) | GCN, Xbox      | Pipeworks Software            | Infogrames                 | [ 108 ]  |
| Godzilla: Domination!                | 11 listopada 2002(dts)   | GBA            | WayForward Technologies       | Infogrames                 | [ 109 ]  |
| Godzilla: Save the Earth             | 2 listopada 2004(dts)    | PS2, Xbox      | Pipeworks Software            | Infogrames                 | [ 110 ]  |
| Godzilla: Unleashed                  | 20 listopada 2007(dts)   | NDS, PS2, Wii  | Pipeworks Software            | Infogrames                 | [ 111 ]  |
| Godzilla                             | 18 grudnia 2014(dts)     | PS3, PS4       | Natsume Inc.                  | Bandai Namco Entertainment | [ 112 ]  |

## Komiksy
Godzilla pojawił się także w wielu komiksach, w tym między innymi w serii Godzilla: Legends od wydawcy IDW Publishing, w crossoverze z Charlesem Barkleyem i w kilku komiksach, których akcja ma miejsce w uniwersum Marvela.